# Senzke
Senzke is een plaats in de Duitse gemeente Mühlenberge, deelstaat Brandenburg, en telt 252 inwoners.